# Scoloplos dubia
Scoloplos dubia är en ringmaskart som beskrevs av Tebble 1955. Scoloplos dubia ingår i släktet Scoloplos och familjen Orbiniidae. Inga underarter finns listade i Catalogue of Life.